# Harry Wahl
Harry August Wahl (* 17. Juli 1869 in Hamina; † 31. Juli 1940 in Wyborg) war ein finnischer Segler.
Gemeinsam mit Jacob Björnström, Bror Brenner, Allan Franck, Erik Lindh, Juho Arne Pekkalainen und Waldemar Björkstén trat er für das Großfürstentum Finnland bei den Olympischen Spielen 1912 in Stockholm an und gewann auf dem Schiff Nina die Silbermedaille in der 10-Meter-Klasse.
Harry Wahl war ein bedeutender Sammler wertvoller Streichinstrumente. In seinem Besitz befanden sich unter anderem neun Stradivari-Violinen und ein Stradivari-Cello.